# ルシャン語
ルシャン語（ルシャンご、英: Rushani）とは、アフガニスタンおよびタジキスタンで使用されるパミール諸語に属する言語の一種である。ルシャン語はシュグナン語、ヤズグリャム語、サリコル語、オロショル語といった北部パミール諸語のいずれの言語とも比較的近く、シュグナン語に関しては文法的および語彙的な類似性も非常に高いことから、一部の言語学者の間はルシャン語をシュグナン語の方言と見なす主張がされている。
ルシャン地区はパンジ川によって二分されており、川の右側ではバルタング川に沿って東側に位置するタジキスタンのゴルノ・バダフシャン自治州のルシャン地区が、左側にはアフガニスタンのバダフシャーン州に属するシュグナン地区北部のロシャン地域が位置する。アフガニスタン側のロシャン地域ではRubotin、Paguor、Chawed、York、Shaikhin、Chasnudの6つの村が存在し、このうち5つはタジキスタンとの国境を接するパンジ川の付近に位置している。多くのルシャン語話者はシーア派イスラム教のイスマーイール派に属している。

## 使用状況
シュグナン語と同様にルシャン語は公的な場面のいては使用されておらず、非公式な場面でのみ使用される。ルシャン語和書の子供は第一言語としてはルシャン語を覚え、初等教育が始まる年齢に達するまでルシャン語のみの生活を送っている。初等教育が始まってルシャン語話者の国での公用語を学ぶこととなる。また、ほぼすべてのルシャン語の成人話者はタジク語およびロシア語のバイリンガル、トライリンガルとされる。
ルシャン語では伝統的に書記言語としてはほとんど用いられておらず、代わりにペルシア語で筆記を行っていた。しかし、現代ではキリル文字およびラテン文字によるルシャン語の文字体系が整備されており、聖書の翻訳などに使用されている。

## 音韻

### 母音
|      | 前舌 | 中舌 | 後舌 |
| ---- | ---- | ---- | ---- |
| 狭   | i    |      | u    |
| 広狭 | ɪ    |      | ʊ    |
| 半狭 | e    | ɵ    | o    |
| 半広 | ɛ    |      | ɔ    |
| 広   | a    | a    | ɑ    |

- 長母音: /iː, eː, oː, uː/

### 子音
ルシャン語の子音は以下の通りである:
|            |      | 唇 | 歯/ 歯茎 | 歯/ 歯茎 | 後部歯茎 | 軟口 | 口蓋垂 | 声門 |
| 平         | 歯擦 | 唇 |          |          | 後部歯茎 | 軟口 | 口蓋垂 | 声門 |
| ---------- | ---- | -- | -------- | -------- | -------- | ---- | ------ | ---- |
| 破裂/ 破擦 | 無声 | p  | t        | t͡s       | t͡ʃ       | k    | q      |      |
| 破裂/ 破擦 | 清濁 | b  | d        | d͡z       | d͡ʒ       | ɡ    |        |      |
| 摩擦       | 無声 | f  | θ        | s        | ʃ        | x    | χ      | (h)  |
| 摩擦       | 清濁 | v  | ð        | z        | ʒ        | ɣ    | ʁ      |      |
| 鼻         | 鼻   | m  | n        |          |          | (ŋ)  |        |      |
| 接近       | 接近 |    | l        |          | j        | w    |        |      |
| R          | R    |    | r        |          |          |      |        |      |

- /r/ は顫動音 [r] あるいは弾音 [ɾ] として発音される。
- 声門音 /h/ はタジク語の影響により出現することがある[7]。

## 正書法
| キリル | ラテン | キリル | ラテン | キリル | ラテン | キリル | ラテン | キリル | ラテン |
| ------ | ------ | ------ | ------ | ------ | ------ | ------ | ------ | ------ | ------ |
| А а    | A a    | Д д    | D d    | Й й    | Y y    | П п    | P p    | Ф ф    | F f    |
| А̄ а̄    | Ā ā    | Д̌ д̌    | Δ δ    | К к    | K k    | Р р    | R r    | Х х    | X x    |
| Б б    | B b    | Е е    | E e    | Қ қ    | Q q    | С с    | S s    | Х̌ х̌    | X̌ x̌    |
| В в    | V v    | Ж ж    | Ž ž    | Л л    | L l    | Т т    | T t    | Ц ц    | C c    |
| В̌ в̌    | W w    | З з    | Z z    | М м    | M m    | Т̌ т̌    | Θ ϑ    | Ч ч    | Č č    |
| Г г    | G g    | Ҙ ҙ    | Ӡ ӡ    | Н н    | N n    | У у    | U u    | Ҷ ҷ    | J̌ ǰ    |
| Г̌ г̌    | Ɣ̌ ɣ̌    | И и    | I i    | О о    | O o    | Ӯ ӯ    | Ū ū    | Ш ш    | Š š    |
| Ғ ғ    | Ɣ ɣ    | Ӣ ӣ    | Ī ī    | О̄ о̄    | Ō ō    | У̊ у̊    | Ů ů    |        |        |

## 文学
- Zarubin, I.I. Bartangskie i rushanskie teksty i slovar. Moskva : Izd-vo Akademii nauk SSSR, 1937.
- Payne, John, "Pamir languages" in Compendium Linguarum Iranicarum, ed. Schmitt (1989), 417–444.
- Payne, John. "The decay of ergativity in Pamir languages." Lingua 51:147-186.